# Bathildisheim
Der Bathildisheim e. V. ist ein diakonisches Sozialunternehmen in Bad Arolsen, welches vielfältige Dienstleistungen für Menschen mit Behinderungen anbietet. Wirkungsgebiet ist Nordhessen. Der Bathildisheim e.V. ist im Verbund der Diakonie.

## Tätigkeitsbereiche
- mein weg – Wohnangebote für Kinder, Jugendliche und Erwachsene
- Bathildisheimer Werkstätten
- Berufsbildungswerk Nordhessen
- Karl-Preising-Schule
- Zentraler Fachdienst
- Freizeitpartnerbörse Bunte Vielfalt
- PIKSL Labor Kassel

## Geschichte
Im Jahr 1905 wurde im Arolser Schloss der Verein ins Leben gerufen. Die Initiative ging vom Schlossprediger Karl Knoll aus, der mit der Unterstützung der Fürstin Bathildis von Waldeck-Pyrmont und in enger Zusammenarbeit mit der Kirche, dem staatlichen Gesundheitswesen und dem Landesfrauenverein den ab 1909 „Waldeck´sche Krüppelhilfe“ genannten Verein ins Leben gründete. Im Jahr 1912 konnte im nach der Protektorin benannten Bathildisheim als erstem Haus für 30 Menschen mit Behinderung die Arbeit aufgenommen werden. Die dort wohnenden Menschen lernten handwerkliche Tätigkeiten und besuchten die Schule oder erhielten speziellen Unterricht. In den folgenden Jahren wuchs die Anzahl der betreuten Menschen auf 120, so dass die Räume eng wurden. Bei Neu-Berich wurde 1928 das „Haus Waldfrieden“ errichtet.
Während der Zeit des Nationalsozialismus hatte die Einrichtung mit Schwierigkeiten durch staatliche Schikanen zu kämpfen. Einige Bewohner fielen der nationalsozialistischen Euthanasie zum Opfer.
Seit dem Zweiten Weltkrieg ist der Bathildisheim e.V. kontinuierlich gewachsen: Bestehende Angebote wurden erweitert, neue Bereiche kamen hinzu: 1952 ein Lehrlingsheim, 1970 Schul- und Internatsgebäude sowie neue Werkstätten, 1977 ein Haus für schwer- und schwerstbehinderte Erwachsene und dazugehörende Versorgungsgebäude. 1981 konnte das Berufsbildungswerk Nordhessen bezogen werden. 1986 zogen die ersten Erwachsenen in ein Haus des Betreuten Wohnens ein.
Die Bathildisheimer Werkstätten wurden 1996 um einen Neubau in Bad Arolsen erweitert. 2013 startet das Tagwerk als Projekt in Volkmarsen. Mittlerweile ist das Tagwerk festes Angebot für Menschen mit komplexen Behinderungen, die keinen Anspruch auf einen Werkstattplatz haben.
Im Jahr 2003 erhielt die Karl-Preising-Schule ihren heutigen Namen sowie einen neuen Standort in Rosenthal bei Frankenberg.
2011 eröffnete das Bad Arolser Diakonie-Zentrums (badz), eine Kooperation des Bathildisheims mit anderen diakonischen Anbietern von Hilfen für Menschen in erschwerten Lebenslagen.
Der Bereich mein weg hat sich mit den Wohnmöglichkeiten in Bad Arolsen, Volkmarsen, Wolfhagen und Waldeck-Sachsenhausen in den letzten Jahren stark dezentralisiert. Die Angebote im ambulanten und stationären Bereich wurden mit dem Fokus auf den einzelnen Menschen vervielfältigt und individualisiert.
Das Bathildisheim engagiert sich für ein vielfältiges Leben in den Kommunen und Quartieren mit entsprechenden inklusiven Wohn- und Arbeitsangeboten, inklusiven Schulen und einer inklusiven Ausbildung.
Nach eigenen Angaben werden 2023 ca. 1000 Mitarbeitende im Gesamtunternehmen beschäftigt (Stand 2023).

## Sonstiges
Der Bathildisheim e.V. betreibt ein PIKSL Labor in Kassel. Die Vision der digitalen Teilhabe für alle Menschen, die sich gern im Internet bewegen oder digital benachteiligt fühlen, soll hier Realität werden. PIKSL steht für „Personenzentrierte Interaktion und Kommunikation für ein selbstbestimmtes Leben“.
Der Bathildisheim e.V. hat zwei Tochterunternehmen, die DigitAr GmbH und den ASD. Die DigitAr GmbH betreibt im Auftrag der EWF (Energie Waldeck-Frankenberg GmbH) eine Mobilitätsvermittlung für bedarfsgesteuerte Verkehre im Landkreis Waldeck-Frankenberg. Als weiteren Service betreibt die Digitar GmbH den NVV-Info Point am Bahnhof in Bad Arolsen.

## Gremien

### Mitgliederversammlung
- Jürgen Leiter, Vorsitzender
- Stefan Massenkeil, Stellvertretender Vorsitzender

### Aufsichtsrat
- Ulrich Welteke, Vorsitzender
- Jürgen van der Horst, Stellvertretender Vorsitzender, Personal- und Finanzausschuss
- Martin Beck
- Eva Brinke-Kriebel
- Henning Dassler
- Ernst-Dietrich Krüger
- Helmut Opper
- Carl Anton Prinz zu Waldeck und Pyrmont
- Ariane Vermeil

### Vorstand
- Christian Geyer, Pfarrer, Fachlicher Vorstand
- Jens Wehmeyer, Kaufmännischer Vorstand[3]

## Denkmalschutz
Das Mutterhaus des Bathildisheimes steht unter Denkmalschutz.